# ناثان كولين
ناثان كولين هو سياسي كندي، ولد في 13 يوليو 1972 في تورونتو في كندا. حزبياً، نشط في الحزب الديمقراطي الجديد.

## مناصب
- في 2004 Canadian federal election [الإنجليزية]‏، انتخب عضو مجلس العموم الكندي عن دائرة Skeena—Bulkley Valley [الإنجليزية]‏ وقد انضم خلال فترته النيابية [الإنجليزية]‏ (28 يونيو 2004 – 22 يناير 2006)  للكتلة البرلمانية الحزب الديمقراطي الجديد.
- في الانتخابات الاتحادية الكندية 2006 [الإنجليزية]‏، انتخب عضو مجلس العموم الكندي عن دائرة Skeena—Bulkley Valley [الإنجليزية]‏ وقد انضم خلال فترته النيابية [الإنجليزية]‏ (23 يناير 2006 – 13 أكتوبر 2008)  للكتلة البرلمانية الحزب الديمقراطي الجديد.
- في الانتخابات الاتحادية الكندية 2008 [الإنجليزية]‏، انتخب عضو مجلس العموم الكندي عن دائرة Skeena—Bulkley Valley [الإنجليزية]‏ وقد انضم خلال فترته النيابية [الإنجليزية]‏ (14 أكتوبر 2008 – 1 مايو 2011)  للكتلة البرلمانية الحزب الديمقراطي الجديد.
- في الانتخابات الاتحادية الكندية 2011 [الإنجليزية]‏، انتخب عضو مجلس العموم الكندي عن دائرة Skeena—Bulkley Valley [الإنجليزية]‏ وقد انضم خلال فترته النيابية [الإنجليزية]‏ (2 مايو 2011 – 18 أكتوبر 2015)  للكتلة البرلمانية الحزب الديمقراطي الجديد.
- في الانتخابات الفيدرالية الكندية 2015، انتخب عضو مجلس العموم الكندي عن دائرة Skeena—Bulkley Valley [الإنجليزية]‏ وقد انضم خلال فترته النيابية [الإنجليزية]‏ (19 أكتوبر 2015 – )  للكتلة البرلمانية الحزب الديمقراطي الجديد.
- انتخب Opposition House Leader [الإنجليزية]‏.

## وصلات خارجية
- الموقع الرسمي